# Why Be Good?
Pour plus de détails, voir Fiche technique et Distribution.
Why Be Good? est un film américain en noir et blanc réalisé par William A. Seiter, sorti en 1929.
Il était considéré comme étant perdu, avec uniquement la bande son Vitaphone disponible, mais une copie a été retrouvée à la fin des années 1990 dans une archive en Italie. Une version restaurée a été projetée en 2014 et a été publiée en DVD.

## Synopsis
Winthrop Peabody Jr. et ses amis se préparent à sortir dans la nuit avant qu'il ne doive commencer à travailler le lendemain au grand magasin de son père. Avant de partir, Winthrop Peabody Sr. donne des conseils à son fils sur les femmes, et l'avertit d'éviter les employées du magasin. Pert Kelly, après avoir remporté un concours de danse, est courtisée par des messieurs au caractère douteux. Pert attire l'attention de Peabody Jr., qui la ramène chez elle et fixe un rendez-vous pour la nuit suivante. Parce qu'elle est sortie tard, Pert est en retard pour travailler et doit se présenter au bureau du personnel, où elle est surprise de trouver Peabody Jr. en train de travailler. Peabody Sr. voit ce qui s'est passé et renvoie Pert.
Peabody Jr. explique à Pert que ce n'est pas lui qui l'a licenciée, et ils fixent un autre rendez-vous. Des cadeaux somptueux arrivent pour que Pert les porte jusqu'au prochain rendez-vous. Son père l'avertit du manque de vertus de l'homme moderne, et Peabody Sr. répète son avertissement à son fils. Pour le prochain rendez-vous, Peabody Jr. a conçu un test de la vertu de Pert. Lorsqu'il essaie de la pousser au-delà de ses limites personnelles, elle proteste et réussit son test. Ils se marient cette nuit-là et prouvent sa vertu à Peabody Sr., qui ne peut plus la réfuter.

## Fiche technique
- Réalisation : William A. Seiter
- Scénario : Paul Perez
- Photographie : Sidney Hickox
- Montage : Terry O. Morse
- Producteur : John McCormick
- Société de production : First National Pictures
- Société de distribution : Warner Bros.
- Pays de production :  États-Unis
- Langue originale : anglais américain
- Format : noir et blanc — film muet avec des effets sonores[3]
- Genre : comédie romantique
- Durée : 84 minutes
- Dates de sortie : 
  - États-Unis : 28 février 1929
  - France : 3 mars 1931[4]

## Distribution
- Colleen Moore : Pert Kelly
- Neil Hamilton : Winthrop Peabody Jr.
- Bodil Rosing : Ma Kelly
- John St. Polis : Pa Kelly
- Edward Martindel : Winthrop Peabody Sr.
- Louis Natheaux : Jimmy Alexander
- Eddie Clayton : Tim
- Lincoln Stedman : Jerry
- Collette Merton : Julie
- Dixie Carter : Susie